# Tomás Gayangos
Tomás Gayangos
Tomás Gayangos, né à Logroño en Espagne et mort en 1796 à Cadix en Espagne, est un lieutenant espagnol.

## Biographie
En 1775, alors qu'il est en voyage dans les îles Australes, il note la présence du « tutuy » ou, scientifiquement, l'aleurites moluccana, sur l'île de Ra'ivavae. Sur cette île, il est seul des explorateurs européens à citer le cocos nucifera, en 1775 ; de ce fait, il est possible que Gayangos est observé une autre espèce de plante et non celle qu'il a citée.

### Expédition à bord de l'El Águila

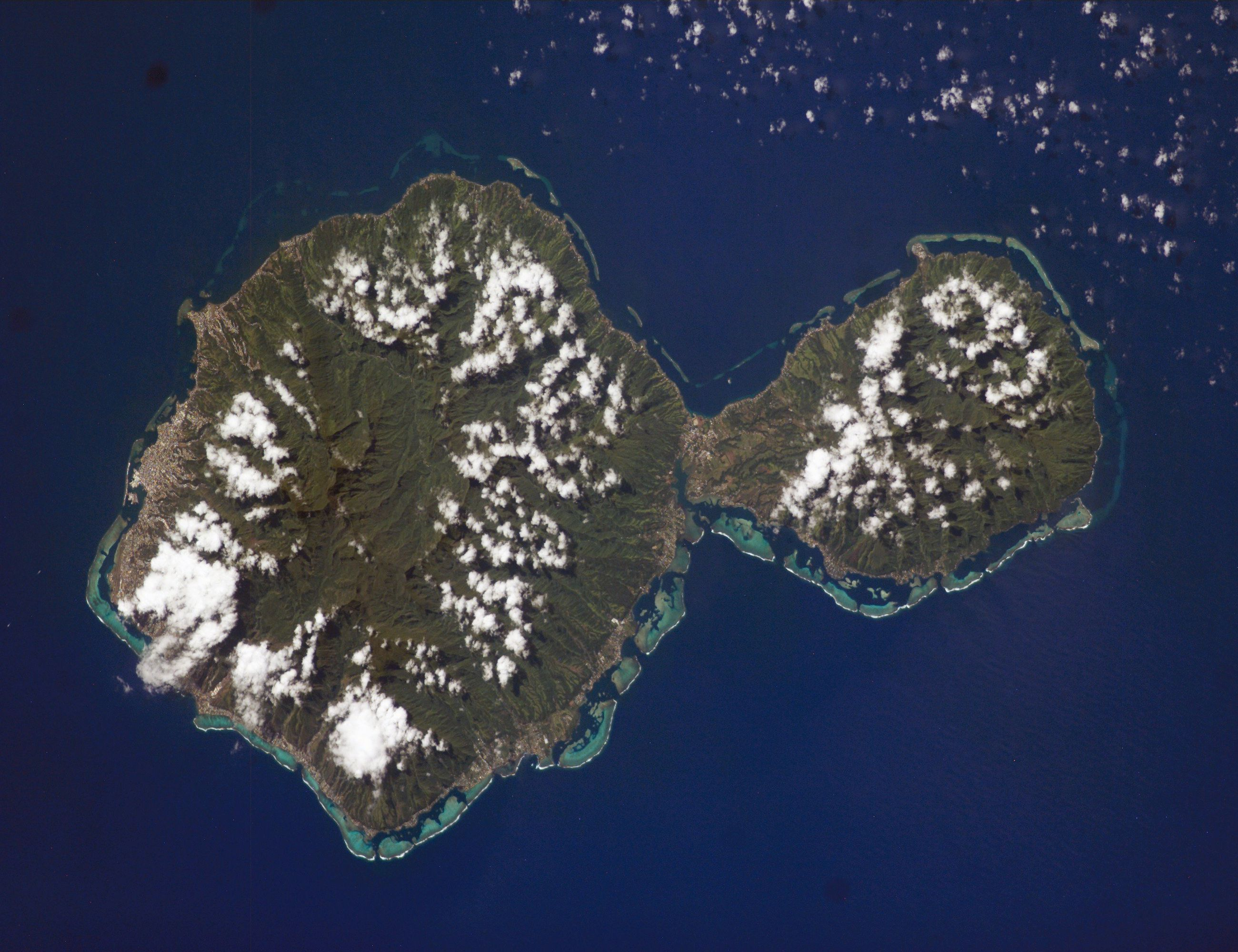
Vue satellite de l'île de Tahiti, que le roi d'Espagne veut « coloniser » avant les Anglais.

Gayangos, lieutenant, est au côté du capitaine Domingo de Boenechea à bord de la frégate Santa Maria Magdalena, plus connue sous le nom de El Águila. Si Gayangos se situe dans ce bateau, c'est pour remplir les exigences du roi d'Espagne qui craint l'avancée des Anglais, avec le capitaine James Cook, dans les eaux aux alentours de Tahiti. Le roi espagnol n'apprécie pas une telle approche de l'île par les Anglais et tentera d'envoyer des hommes pour garder l'île qui, d'après le roi, est une mission prioritaire.
C'est le 26 septembre 1772 que Gayangos et le reste de l'équipage appareillent d'El Callao en direction, premièrement de Tahiti, secondement de Valparaíso, et troisièmement de San Carlos. Au milieu de ces différents objectifs, Gayangos à bord de la frégate découvrira les îles de Tauere, Haraiki, Anaa et Mehetia ainsi qu'El Aguila. La mission secondaire de la frégate est également de recueillir diverses informations concernant les Anglais mais aussi la faune et la flore de certaines îles ainsi que des peuples indigènes.
C'est à Tahiti que Gayangos va jouer un rôle de « commandant » à la demande du capitaine Boenechea pour faire un relevé géographique du tour de l'île de Tahiti. Ce commandement de Gayangos autour de l'île permet le rapprochement entre le capitaine Boenechea, la couronne espagnole, les indigènes et lui. C'est ainsi que des liens d'amitiés entre les principales tribus indigènes (ari'i Tu et Veahiatua) et le royaume espagnol. Après avoir fait le tour de l'île, la frégate quitte le port de l'île avec quatre indigènes nommés Tipitipia, Heiao, Pautu et Tetuanui en direction de Lima, l'actuelle capitale péruvienne. Cette amitié entre les indigènes de l'île et la couronne espagnole aboutit à la reconnaissance de la souveraineté espagnole à Tahiti lors d'une réunion le 5 janvier 1775 entre Gayangos, les ari'i Tu, les Pères missionnaires et un interprète, Máximo Rodríguez, :

« Moi, Pedro Freyre de Andrade, je certifie que le 5 janvier de cet an, à quatre heures de l'après-midi, par ordre du commandement de ce navire, don Domingo de Boenechea ; les officiers du guerre, don Tomás Gayangos, lieutenant de vaisseau [...] Nous y convoquâmes, par l'intermédiaire de l'interprète, tous les ari'i principaux et les indiens les plus importants du canton pour former notre établissement. [...] On leur fit savoir, par l'intermédiaire de l'interprète, la grandeur de notre souverain ; l'incontestable pouvoir qu'il a sur les îles voisines de ses vastes domaines [...] Ils témoignèrent un grand plaisir et à haute voix, dirent qu'ils l'admettaient comme roi de Tahiti et de toutes leurs terres. Dont acte, j'écris ce document à bord de la frégate mouillée dans le port d'Ohatutira de l'île d'Amat, dite Otaheti, le 5 janvier 1775. »

— Antonio Martínez Abellán, Apport espagnol au mythe de Tahiti
Après cet arrêt à Tahiti, la frégate continue sa mission expéditionnaire en direction de Valparaíso. Malheureusement, après cet arrêt, il est impossible à la frégate de continuer son chemin, notamment en direction de l'Île de Pâques. Le 31 mars 1773, la frégate avec son équipage retourne au port d'El Callao.